# ناوشکن کلاس سی (۱۹۴۳)
دیسترویر کلاس سی (۱۹۴۳) (به انگلیسی: C-class destroyer (1943)) یک کلاس از کشتی است که طول آن ۳۶۲ فوت ۹ اینچ (۱۱۰٫۵۷ متر) می‌باشد.